# هیوه‌چی بالا
هیوه‌چی بالا ، روستایی است از توابع بخش مرکزی شهرستان گنبد کاووس در استان گلستان ایران.

## جمعیت
این روستا در دهستان باغلی ماراما قرار داشته و براساس سرشماری سال1395 جمعیت آن 1983نفر (578خانوار) بوده است.